# Musaigen no Phantom World
Musaigen no Phantom World (jap. 無彩限のファントム・ワールド) ist eine japanische Light Novel von Autor Hatano mit Illustrationen von Shirabi in drei Teilen, die 2013 bis 2016 erschienen. Sie wurde vom Studio Kyoto Animation, das bereits die Light Novel publiziert hatte, 2016 als Anime-Fernsehserie adaptiert. Diese wurde international auch als Myriad Colors Phantom World bekannt.

## Inhalt
In einer nahen Zukunft erhält die Menschheit die Fähigkeit, übernatürliche Phänomene wie Geister oder Monster zu sehen, die sie „Phantome“ nennen. Einige Menschen, die nach dieser Veränderung auf die Welt kamen, erhalten zudem jeweils eine übernatürliche Fähigkeit, die ihnen den Kampf gegen diese Phantome erlaubt. Sie werden in Klubs, Schulen und anderen Institutionen gesammelt, um gegen die Phantome eingesetzt zu werden, die eine Gefahr für die Menschheit darstellen. Als Erstklässler auf der Hosea-Akademie, einer eben solchen Schule, begegnet der Bücherwurm Haruhiko Ichijō (一条 晴彦) seiner älteren Mitschülerin Mai Kawakami (川神 舞). Mit der hitzköpfigen Nahkämpferin als Partnerin geht Haruhiko bald auf die Jagd nach Phantomen, gemeinsam mit der auf Verteidigung spezialisierten Reina Izumi (和泉 玲奈), einem Vielfraß aus reichem Hause. Koito Minase (水無瀬 小糸) dagegen, die gerade erst auf diese Schule gewechselt ist, geht als Einzelgängerin in den Kampf gegen die Phantome und hat auch sonst wenig Kontakt zu anderen Menschen. So müssen alle vier ihren Schulalltag mit der Jagd nach Phantomen vereinbaren und entdecken dabei immer mehr Geheimnisse über die Welt, in der sie leben.

## Veröffentlichungen
Die Light Novel wurde vom Verlagsableger von Kyoto Animation veröffentlicht. Die drei Bände erschienen am 20. Dezember 2013, am 30. Oktober 2015 und am 11. Februar 2016. Beim vierten Preis von Kyoto Animation 2013 erhielt die Geschichte eine Besondere Erwähnung. In Folge wurde die Arbeit an einer Adaption als Anime begonnen. Diese entstand unter der Regie von Tatsuya Ishihara nach einem Drehbuch von Fumihiko Shimo. Das Charakterdesign stammt von Kazumi Ikeda und die künstlerische Leitung lag bei Mikiko Watanabe. Die Tonarbeiten leitete Yota Tsuruoka und für die Kameraarbeit war Ryuuta Nakagami verantwortlich.
Die Animeserie wurde erstmals im August 2015 angekündigt. Die 13 Folgen mit je 25 Minuten Laufzeit wurden vom 7. Januar bis zum 31. März 2016 bei den Sendern AT-X, Tokyo MX, Asahi Broadcasting, TV Aichi und BS11 in Japan gezeigt. Aniplus Asia zeigte eine englische Fassung und TV5 strahlte den Anime auf den Philippinen aus. Von Peppermint Anime wurde Myriad Colors Phantom World in Deutschland veröffentlicht. Die Plattform Crunchyroll bot sie zeitweise mit englischen, deutschen, französischen, spanischen und italienischen Untertiteln an.

### Synchronisation
| Rolle           | Japanische Stimme (Seiyū) |
| --------------- | ------------------------- |
| Haruhiko Ichijō | Hiro Shimono              |
| Koito Minase    | Maaya Uchida              |
| Reina Izumi     | Saori Hayami              |
| Mai Kawakami    | Sumire Uesaka             |

### Musik
Die Musik der Serie stammt vom Künstler EFFY. Für den Vorspann verwendete man das Lied Naked Dive von Screen mode und das Abspannlied ist Junshin Always (純真Always) von Azusa Tadokoro.